# Demoulia
Demoulia is een geslacht van weekdieren uit de klasse van de Gastropoda (slakken).

## Soorten
- Demoulia abbreviata (Gmelin, 1791)
- Demoulia conglobata (Brocchi, 1814) †
- Demoulia obtusata (Link, 1807)
- Demoulia pupa (Brocchi, 1814) †
- Demoulia ventricosa (Lamarck, 1816)